# Érase que se era
Érase que se era es el decimosexto álbum del cantautor cubano Silvio Rodríguez.
Una recopilación de temas escritos entre los años 1968 y 1970 muchos de los cuales no han sido publicados anteriormente. Según el propio autor, una mirada al trabajo pasado recordando aquellas circunstancias, de todo tipo que hoy están tan presentes. Se trata de recuperar dichos temas antiguos volviéndolos a grabar. 
En la línea provocar reflexiones, pensamientos, el propio Silvio lo dice así:

...Digamos que prefiero provocar reflexiones que agitar. Creo que los pensamientos tienen mucho que ver con mi trabajo, como también las emociones y los sentimientos. Y es que mis canciones vienen de lo que le sucede a la gente, a mi mismo; ideas, emociones, sentimientos que el acontecer humano me provoca, que me hacen desear expresarlos con música, para compartirlos

llena el álbum con 25 canciones construidas a base de poesía, memoria, compromiso, ética... lo que permite perderse en un mundo de sueños y certezas, amor y compromiso. En los tiempos de sus primeras composiciones, aquellas que se produjeron antes de su disco Días y flores donde los compromisos y las ideas eran la base de la creación artística;

"Érase que se era" no es más que mi insistencia en reparar un vacío; un pago más de mi deuda con la acumulación de experiencias que me llevó hasta Días y Flores... Por entonces escribía a diario, a un ritmo mayor que mis posibilidades de mostrar lo hecho, así que muchas canciones se me iban quedando sin exponer. Algunas las canté solo una vez, otras nunca.

La vida que contiene el disco está compuesta de componentes contrapuestos e inquietantes, amor e ira, ternura y tensiones, dulzura y amargura... lo que compone la vida de cualquier persona en su quehacer diario.
La canción que abre el disco; Oda a mi generación es un tema que como el propio autor define 

"Oda a mi generación" es un tema que habla del apremio que significaba para nosotros el deseo de estar a la altura de aquellos tiempos. También sugiere incomprensiones, que siempre hay, y el riesgo, el compromiso que puede implicar escribir un poema. Por eso habla "de tantos muchachos hijos de esta fiesta / y de la tortura de ser ellos mismos".

 y sirve de anticipo al mensaje que quiere comunicar el CD.
El recorrido por los tiempos de la Nueva Trova con los compañeros y las ideas, con los sueños es lo que se presenta y muestra.
En España se realiza la promoción mediante una gira en la que le acompañan los músicos, Niurka González, Trovarroco y Oliver Valdés.

## Consagración
Introducción al álbum realizada por Silvio Rodríguez en el cuadernillo de canciones.

Si tomamos en cuenta que cuando grabé mi primer disco llevaba menos de 10 años componiendo, "Érase que se era" no es más que mi insistencia en preparar un vacío; un pago más de mi deuda con la cumulación de experiencia que me llevó hasta Días y Flores.

A aquellos años provocadores; a la diversidad que nos hizo; a mi soñadora, contradictoria y entrañable generación dedico estos aprendizajes.

Lleguen además con infinito amor hasta Haidée Santamaría y Noel Nicola, seres rotundamente inolvidables.

Silvio Rodríguez Domínguez

La Habana, marzo de 2006

## Lista de canciones
1. Oda a mi generación - 3:48, crónica cantada que compuso después de volver de pescar por las costas de África. Acaso un relato de la convulsión revolucionaria en los jóvenes de aquella época. Fue el primer tema suyo que Silvio oyó cantar a otra persona, en este caso a Roy Brown.
2. Todo el mundo tiene su Moncada - 3:22, inspirado en el alto al cuartel Moncada y compuesto para un aniversario del mismo. Fue Haydée Santamaría quien le explicó la gesta revolucionaría.
3. No aparezcas más sin avisar - 2:50, especie de complemento de Ojala y una ofrenda a la musa beat. Una de las canciones que se quedaron casi sin cantar.
4. Más de una vez - 7:10, compuesta en el pesquero Playa Girón en 1969. Signo de rebeldía de los tiempos de la juventud.
5. El día en que voy a partir - 3:09, dedicada a la despedida entre Judith y Silvio, ella se va a su país, él se embarca en el Playa Girón.
6. Palabras - 4:25, embarcado en el buque frigorífico Océano Pacífico que como el propio Silvio dice es un tributo a la sangre derramada y a los sueños postergados, nutrientes del hipotético día en que las guerras parecerán extrañas, a pesar de los fabricantes de promesas.
7. Nunca he creído que alguien me odia - 2:42, fruto de la reflexión que siguió a la confesión de una persona que le dijo haber deseado matarle por una canción que no le gustó. Las obras traspasan a los autores, como Fidel dijo en cierta ocasión hemos hecho una Revolución más grande que nosotros mismos. La canción acaba repitiendo que la dureza del presente es el bálsamo del mañana.
8. Terezín - 2:12, no entró en el álbum de Cita con Ángeles inspirado en un libro de dibujos y poemas infantiles que las tropas que liberaron el campo de concentración nazi de Terezín hallaron.
9. Judith - 4:39, dedicada a la joven norteamericana con talento para la pintura que vivía en Cuba siendo Silvio adolescente.
10. Martianos - 3:21, por un lado un adiós a los compañeros del Playa Girón, por otro la proclamación que la guerra es era un obstáculo para poder dedicarse a ser naturaleza. Escrita a bordo del Océano Pacífico.
11. La canción de la trova - 2:34, resultado de una íntima relación con un disco de Sindo Garay. Compuesta en 1967. Fue determinante para el sentimiento de trovador de Silvio. Fue el primer arte poética y ha servido, durante 20 años, de cortina de inicio y de final del programa de Radio Habana Cuba   dedicado a la trova cubana.
12. El seguidor de arcoíris - 5:52, inspirada por Monchi Front y realizada para dejar de dar vueltas a la palabra arcoíris sirvió de autocrítica al describir a los vagabundos que eludían responsabilidades.
13. Una mujer - 2:28, segunda canción que dedicó a Judith.
14. El papalote - 5:54, dedicada a Narciso el Mocho, personaje de la infancia de Silvio que hacía cometas, papalotes, y vivía de la chatarra. El primer papalote que voló Silvio salió de sus manos. También fue la primera persona muerta que vio en su vida.
15. Fusil contra fusil - 3:43, nace justo después de terminar La Era está pariendo un corazón. La negativa a quitar la canción de un programa de TV impidió que éste se emitiera, no contaba con el permiso correspondiente de las autoridades, era después de la muerte del Che Guevara y en Cuba una comisión debía aprobar todo lo que hablara sobre el revolucionario. La canción impactó dos veces en Silvio, una en México que vio como le apuntaban con un revólver mientras la cantaba y cuando se la pidieron los mineros bolivianos.
16. El matador - 4:31, como Palabras, escrita a bordo del buque Océano Pacífico, un exorcismo a la violencia.
17. Hoy es la víspera de siempre - 3:37, testimonio de quien espera la bondad que no llega.
18. Por muchos lugares - 3:30, pasaba la historia, casualidades de las coincidencias, el hallazgo de lo que se creía imposible. En el libreto del disco se menciona la influencia de la Incredible String Band.
19. Cuántas veces al día - 5:29, nacida como parte de un libro-disco malogrado por la muerte de su productor, Eduardo Castañeda, a quien Silvio recuerda con afecto de amigo y respeto.
20. El barquero - 3:35, refleja la buena influencia guitarrística que ejerció en Silvio el contacto sobre todo con Martín Rojas y Eduardo Ramos.
21. Discurso fúnebre - 4:39, recuerdos de infancia, la tragedia indiferente de la muerte de Lobo el perro compañero de juegos de los niños del barrio.
22. Epistolario del subdesarrollo - 3:49, habla de los jóvenes que no pueden ser vistos como vanguardia de la sociedad, pretende dar voz a quienes no son tan "ejemplares" pero ante quienes también hay que rendir cuentas. La canción fue tildada de contrarrevolucionaria e intrascendente pero es un desafío manifiesto al primer mundo y en particular a Europa, también es una autocrítica.
23. Después que canta el hombre - 5:19, realizada en tiempos en los que Silvio estuvo embarcado, es un tributo al flamenco y está dedicada al bailarín Antonio Gades.
24. Érase que se era - 3:51, compuesta en medio del sueño inducido, frente a las costas del antiguo Sahara español y esperando con el barco lleno. Ya la distancia y el tiempo hacían mella en los pescadores.
25. Que levante la mano la guitarra - 1:26, dio título a un libro y a un documental que realizaron Nogueras y Casaus. Escrita en la época en la que se perseguía realizar textos dignos de los clásicos, de los rebeldes.

## Músicos
- Silvio Rodríguez: autor de todos las canciones, voz, coros, guitarras, tres, vihuela, armónica, percusión, bajo, teclados y arreglos.
- Niurka González: Flautas y clarinetes.
- Cuarteto Sexto Sentido: Coros en Oda a mi generación, Epistolario del subdesarrollo, Fusil contra fusil, El día en que voy a partir, Más de una vez y Érase que se era
- Óliver Valdés: Batería y percusión en Palabras, Cuántas veces al día, Por muchos lugares y El papalote.
- Maykel Elizarde: Tres en El papalote y Canción de la trova.
- Ariel Sarduy: Violín en Nunca he creído que alguien me odia.
- Kathelee Hernández Curbelo: Segunda voz en Terezín.
- Elmer Ferrer: Guitarra eléctrica en Cuántas veces al día.
- Ernesto Bravo: Guitarra flamenca en Después que canta el hombre.
- Coro Nacional (dirección: Digna Guerra: coro en Palabras.
- Pancho Amat: Tres y arreglo en Todo el mundo tiene su Moncada.
- José Francisco Amat: Contrabajo en Todo el mundo tiene su Moncada.
- Daniel Amat: Teclados en Todo el mundo tiene su Moncada.
- William Borrego: Percusión menor en Todo el mundo tiene su Moncada.
- Rosendo León: bongó en Todo el mundo tiene su Moncada.

## Créditos
- Producción general: Silvio Rodríguez.
- Grabación: Olimpia Calderón.
- Mezclas: Silvio Rodríguez y Olimpia Calderón.
- Masterización: Victor Cicard.
- Fotoportada: Mario García Joya.
- Ilustraciones: Roberto Fabelo.
- Diseño: Eduardo Moltó.

Vídeo Episodio del subdesarrollo
- Director: Jorge Perugorría.
- Fotografía: Ángel Alderete.

- Producción: Ojalá producciones.
- Grabado, mezclado y masterizado en los estudio de grabación Ojalá, (La Habana, Cuba) entre enero y marzo del 2006